# Comuna Borove, Zaricine
Borove (în ucraineană Борове) este o comună în raionul Zaricine, regiunea Rivne, Ucraina, formată din satele Borove (reședința), Lîsîciîn și Mlînok.

## Demografie
Componența lingvistică a comunei Borove
     Ucraineană (99,59%)
     Alte limbi (0,42%)
Conform recensământului din 2001, majoritatea populației comunei Borove era vorbitoare de ucraineană (99,59%), existând în minoritate și vorbitori de alte limbi.